# Radikal (Tageszeitung)
Radikal war eine in Istanbul erscheinende türkische Tageszeitung. Sie gehörte der Doğan Yayın Holding und war laut Eurotopics liberal ausgerichtet. Sie erreichte im August 2011 eine Auflage von über 62.000 Exemplaren und belegte damit den 18. Platz der türkischen Tagespresse.

## Geschichte
Radikal fand wegen vieler Beiträge bekannter Intellektueller und Schriftsteller internationale Beachtung. Zu den langjährigen Redakteuren gehörte Bülent Mumay. Als Kolumnisten bot sie unter anderem Altan Öymen, Orhan Kemal Cengiz, Perihan Mağden und Sırrı Süreyya Önder ein Forum.
Die Zeitung war seit dem 21. Juni 2014 nur noch online verfügbar und wurde nicht mehr gedruckt. Am 6. April 2016 stellte auch die Online-Ausgabe aus finanziellen Gründen ihr Erscheinen ein (eine dem stellvertretenden Regierungschef untergeordnete Presseanstalt verteilt die Werbeeinnahmen, die für die Finanzierung der Zeitungen von existentieller Bedeutung sind). Damit verschwindet eine wichtige Plattform kritischer Berichterstattung und Kommentare in der Türkei.